# Polski Koks
Polski Koks S.A. – polski eksporter koksu z siedzibą w Katowicach. Polski Koks S.A. powstał w 1996 r. jako spółka handlowa, a obecnie wchodzi w skład Grupy Kapitałowej JSW, która posiada 67,55% w jej kapitale zakładowym. Spółka prowadzi w imieniu i na rzecz Grupy JSW sprzedaż węgla, koksu, węglopochodnych i usług spedycyjnych. Będąc częścią Grupy Kapitałowej JSW posiada w swojej ofercie pełny asortyment koksu produkowanego w koksowniach Grupy Kapitałowej JSW: Koksowni „Przyjaźń”, Kombinacie Koksochemicznym „Zabrze”, Wałbrzyskich Zakładach Koksowniczych „Victoria”. Spółka zaopatruje ponadto podmioty Grupy JSW w surowce z zewnętrznych źródeł dostaw. Na potrzeby Grupy JSW Polski Koks prowadzi monitoring światowego rynku węgla, koksu i stali oraz opracowuje analizy strategiczne i operacyjne w zakresie polityki handlowej. W spółce zatrudnionych jest ok. 50 osób. Prezesem spółki jest Wacław Będkowski.
Zasadniczą część dostępnego tonażu koksu spółka sprzedaje w oparciu o kontrakty wieloletnie z bezpośrednimi odbiorcami, głównie europejskimi. Zamorskie kierunki eksportu (Ameryka Północna i Azja) są dla Spółki rynkami spotowymi. W 2011 r. sprzedaż spółki wyniosła 3,08 mld zł, a zysk netto 25 mln zł.
Polski Koks SA otrzymał tytuł Ambasadora Polskiej Gospodarki w kategorii „Eksporter” w III edycji konkursu, który organizuje Business Centre Club pod honorowym patronatem Ministra Spraw Zagranicznych.